# Uovo rinascimentale
L'Uovo rinascimentale è una delle uova imperiali Fabergé, un uovo di Pasqua gioiello che il penultimo Zar di Russia, Alessandro III donò a sua moglie, la Zarina Marija Fëdorovna;
fu l'ultimo uovo che Alessandro regalò a Maria prima di morire prematuramente, otto mesi dopo.
Fu realizzato a San Pietroburgo nel 1894 sotto la supervisione di Michael Perkhin, per conto del gioielliere russo Peter Carl Fabergé, della Fabergé, che emise la seguente fattura:

## Proprietari
Dopo la caduta della dinastia Romanov nel 1917 l'uovo fu confiscato dal Governo Provvisorio Russo, 
fu poi inviato al Palazzo dell'Armeria ed infine, nel 1922 probabilmente trasferito insieme ad altri preziosi al Sovnarkom per essere venduto. 
Nel 1930 fu venduto dall'Antikvariat per 1.500 rubli ad Armand Hammer, insieme ad altre nove uova imperiali.
Posto in vendita da Hammer nel 1937 fu acquistato da Henry Talbot DeVere Clifton. 
Nel novembre 1949 fu venduto ai magnati della Swingline Jack e Belle Linsky; questi offrirono la loro collezione Fabergé al Metropolitan Museum che rifiutò dichiarando di non essere interessato a "curiosità decorative edoardiane".
Nel 1958 A la Vieille Russie di New York lo acquistò per rivenderlo a Malcolm Forbes il 15 maggio 1965.
Il 4 febbraio 2004 la casa d'aste Sotheby's ha annunciato che, senza passare per una pubblica asta, la Forbes Magazine Collection era stata acquistata da Viktor Vekselberg per quasi 100 milioni di dollari, in questo modo più di 180 opere d'arte Fabergé, incluso l'Uovo rinascimentale e altre otto delle rare uova imperiali, dopo circa ottant'anni sono tornate nel loro paese d'origine dove dal novembre 2013 sono esposte al Museo Fabergé di San Pietroburgo.

## Descrizione

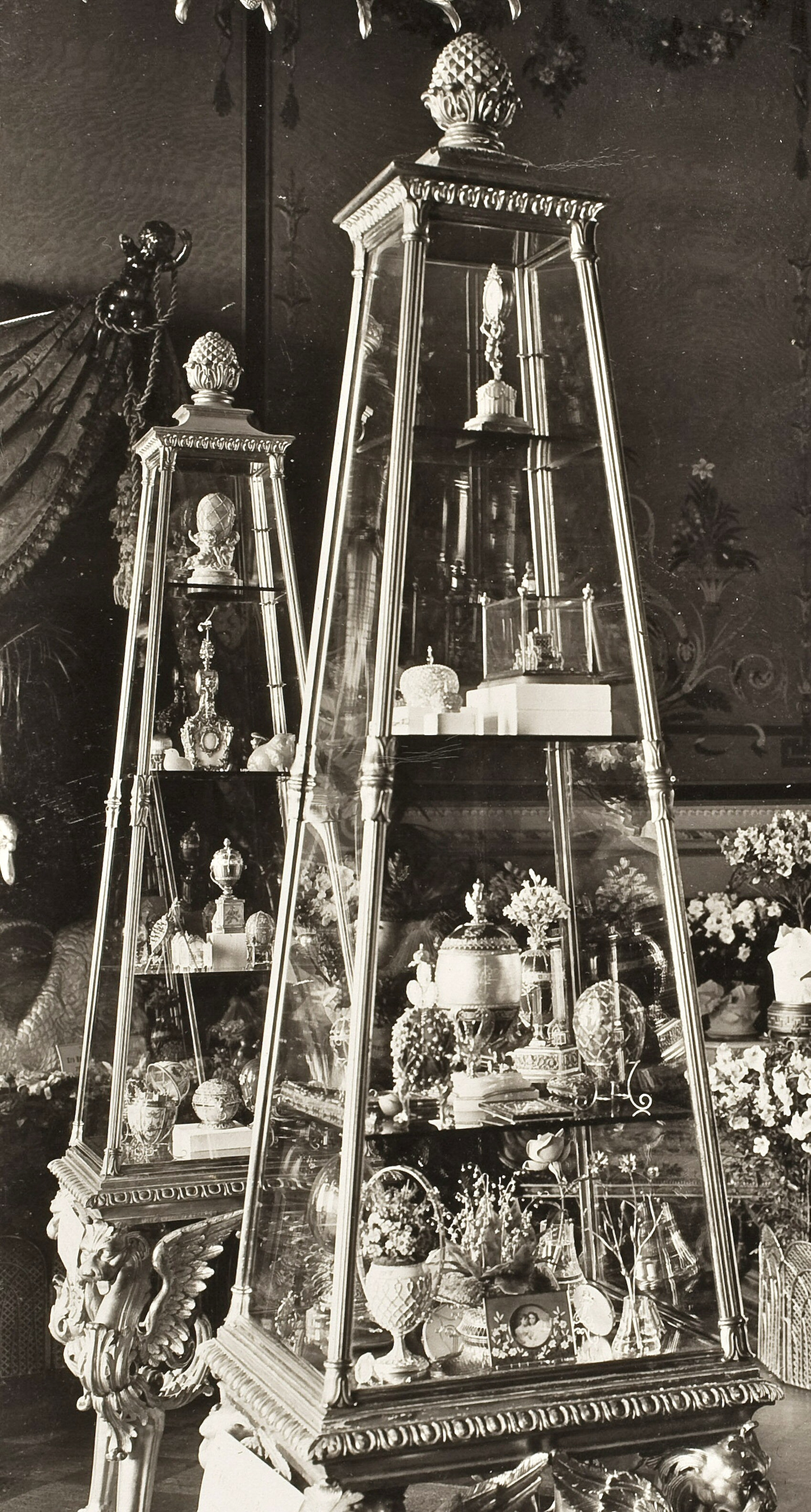
Le vetrine piramidali con le uova imperiali Fabergé, in mostra nel marzo 1902 nella Von Dervis Mansion, a San Pietroburgo.

Il nome dell'uovo proviene, oltre che dall'oggetto che lo ha ispirato, dai motivi foliati in stile rinascimentale smaltati sul bordo del coperchio e attorno alla placca rossa superiore.
Si tratta di uno scrigno, scolpito in agata traslucida grigio-azzurra, a forma di uovo che poggia orizzontalmente su una base ovale, d'oro sbalzato e smaltato di bianco, con foglie verdi intervallate da campanule rosse in smalto traslucido.
La metà superiore, che costituisce il coperchio incernierato, ha la parte mediana coperta da un reticolo di bande d'oro smaltato in bianco opaco con, ad ogni intersezione, un quadrifoglio di diamanti con un rubino al centro.

Sopra l'uovo la data 1894 è disegnata con diamanti su un ovale di smalto traslucido rosso fragola, incorniciato da diamanti e circondato da quattro conchiglie di smalto verde intervallate da ovoidi smaltati in rosso e bianco, tutto circondato da una fila di diamanti.

Il bordo esterno del coperchio, sotto una sottile banda in smalto rosso, è decorato con conchiglie di smalto traslucido rosso fragola alternate a volute in smalto bianco, con diamanti incastonati.
Un piccolo chiavistello d'oro e diamanti tiene chiuso l'uovo.
L'apertura del coperchio rivela i bordi interni incisi con un motivo floreale su fondo di smalto bianco.
Il bordo esterno della metà inferiore è rivestito da una fascia d'oro smaltato in rosso fragola traslucido, con diamanti incastonati, alla quale sono fissate le conchiglie smaltate in blu ce costituiscono la parte iniziale dei tiranti di foglie verdi con bacche che arrivano fino alla base.
Ad ognuno dei due lati è montata una maschera di leone in oro, con un anello che pende libero tra le fauci, come maniglia.

### Sorpresa
La sorpresa è andata perduta, si suppone che ne siano state parte le perle menzionate nella fattura, ma non presenti sull'uovo.
Christopher Forbes ha ipotizzato che la sorpresa sia l'Uovo della Resurrezione, che si adatta perfettamente alla curvatura del guscio dell'Uovo Rinascimentale ed è simile nello stile, nei colori e nella decorazione in smalto sulla base;
inoltre sull'Uovo della Resurrezione ci sono delle perle, menzionate sulla fattura di Fabergé.
Le due uova furono quasi certamente nella stessa vetrina piramidale, tra gli oggetti Fabergé dell'imperatrice vedova, alla mostra del marzo 1902 nella Von Dervis Mansion, sul Lungoneva Angliskaja a San Pietroburgo.
L'Uovo della Resurrezione non ha un numero di inventario, come altri regali imperiali, ed è stato elencato tra gli oggetti d'arte appartenenti all'Imperatrice vedova nel 1917 e nel 1922.

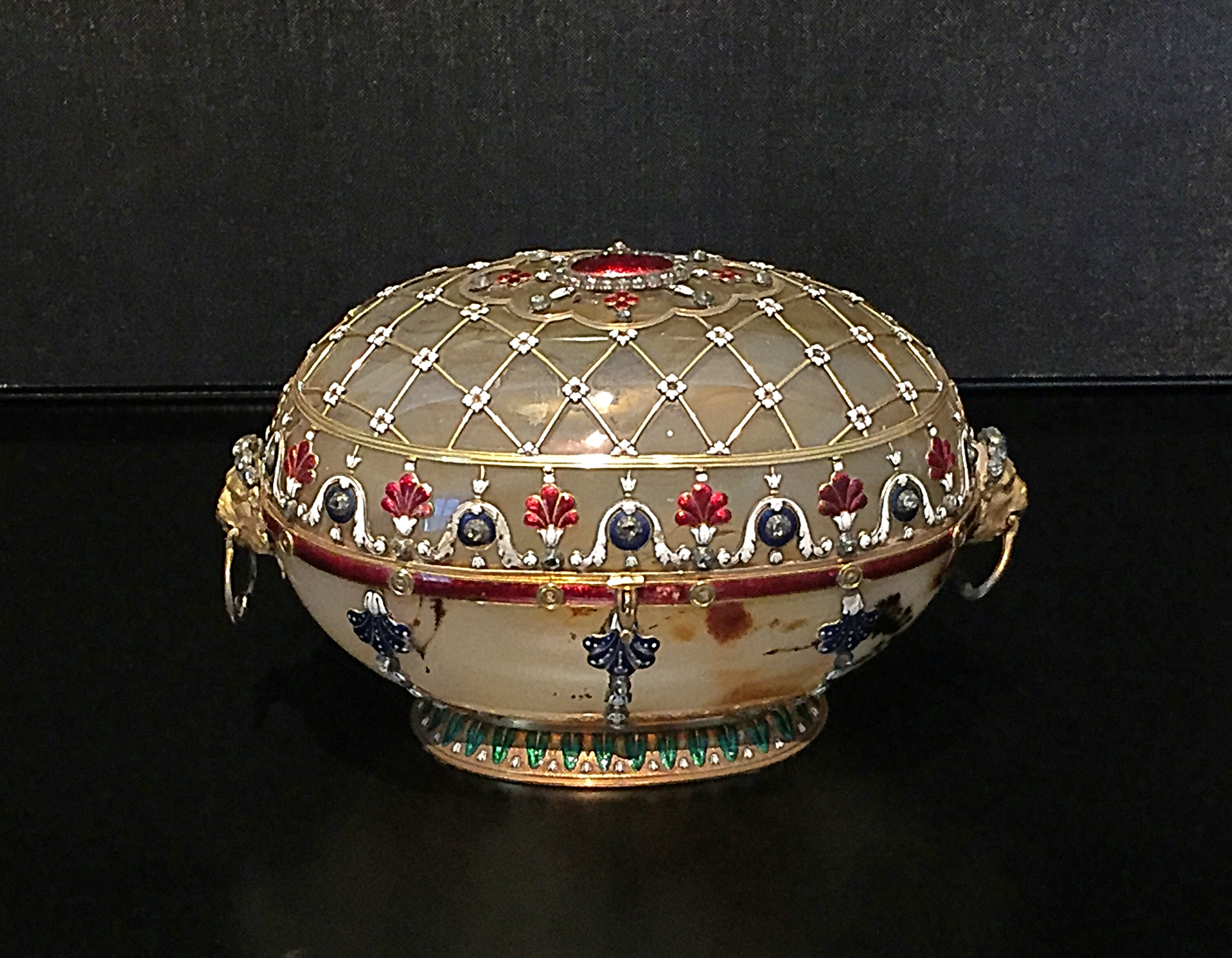
Scrigno di Le Roy.

## Ispirazione
Quest'uovo riproduce sin nei dettagli uno scrigno secentesco, capolavoro di Le Roy, conservato in Germania, nella Grünes Gewölbe di Dresda, dal quale si discosta solo per la forma.